# Karl von Schon (General, 1791)
Karl Wilhelm Kasimir von Schon (* 26. Januar 1791 in Frankfurt (Oder); † 2. März 1872 in Weimar) war ein preußischer Generalmajor.

## Leben

### Herkunft
Seine Eltern waren Johann Friedrich Wilhelm von Schon (* 24. Juli 1771; † 11. Februar 1814) und dessen Ehefrau Sophie Friederike, geborene Satorius (* 1772; † 29. Dezember 1846). Sein Vater war preußischer Oberstleutnant, der als Kommandeur des Westpreußischen Grenadier-Bataillon in der Schlacht bei Montmirail fiel.

### Militärlaufbahn
Schon erhielt seine Schulbildung auf dem Gymnasium in Frankfurt (Oder), bevor er am 1. November 1804 als Gefreitenkorporal im Infanterieregiment „von Zenge“ der Preußischen Armee angestellt wurde. Im Vierten Koalitionskrieg kämpfte er in der Schlacht bei Auerstedt und vernichtete die Regimentsfahne, damit sie nicht in feindliche Hände fallen konnte, rette aber den oberen Metallbeschlag.
Nach dem Frieden von Tilsit wurde Schon 1808 in das Pommerischen Grenadier-Bataillon aufgenommen. Von 1810 bis 1812 wurde er in die Allgemeine Kriegsschule kommandiert und zwischenzeitlich am 5. März 1811 zum Sekondeleutnant befördert. Während der Befreiungskriege kämpfte Schon bei der Belagerung von Wittenberg sowie in der Schlacht bei Großbeeren. Bei Dennewitz wurde er verwundet und für sein Wirken belobigt. Ferner befand Schon sich bei den Gefechten bei Möckern, Vehlitz, Hoyerswerda, wurde bei Hoogstaeten verwundet und erhielt bei Swewegham das Eiserne Kreuz II. Klasse. Außerdem kämpfte er bei Lieres, Courtray und Oudenaarde. In dieser Zeit wurde Schon am 14. Oktober 1814 zum Bataillonsadjutanten im Grenadier-Regiment „Kaiser Franz“ ernannt, sowie am 11. Mai 1815 zum Premierleutnant befördert.
Nach dem Krieg avancierte Schon am 25. Februar 1818 zum Kapitän und Kompaniechef. Daran schloss sich ab 30. März 1833 eine Verwendung als Major und Kommandeur des III. Bataillons im 20. Landwehr-Regiment (2. Berlinsches) an. Am 22. März 1843 folgte seine Versetzung als Oberstleutnant in das 26. Infanterie-Regiment. Dort hatte Schon das Kommando über das I. Bataillon in Magdeburg. Für seine Leistungen in der Truppenführung erhielt er am 18. Januar 1844 den Roten Adlerorden IV. Klasse. Am 2. Mai 1844 wurde Schon zum Präses der Prüfungs-Kommission für Portepeefähnriche und zum Direktor der Divisionsschule der 7. Division ernannt. In dieser Eigenschaft wurde er am 31. März 1846 Oberst und am 16. März 1847 mit dem Ritterkreuz des Hausordens Albrechts des Bären ausgezeichnet, bevor er am 12. Oktober 1847 seinen Abschied mit Pension erhielt.
Am 29. Februar 1848 verlieh ihm König Friedrich Wilhelm IV. noch den Charakter als Generalmajor.
In seiner Beurteilung aus dem Jahr 1846 heißt es: „Ein praktischer tüchtiger Stabsoffizier, der durch seine vielen guten Eigenschaften und seine wissenschaftliche Bildung einen erfolgreichen Einfluß auf sein Offizierskorps ausübt. In seiner dienstlichen Stellung ist er gewissenhaft und eifrig, sein Bataillon ist in einer sehr guten Verfassung. Von hoher Moralität mit sehr geregelten ökonomischen Verhältnissen, eignet er sich zur Beförderung in seiner Tour.“

### Familie
Schon heiratete am 27. Oktober 1819 in Berlin Ida Karoline Dorothea Quierling (* 1799; † 14. Februar 1854), eine Tochter des Rendanten im Finanzministerium Karl Quierling.